# Chant du départ
A Chant du départ (magyarul "A távozás dala", a harcba induló katonákra utalva) 1794-ben született francia forradalmi és háborús dal. Zenéjét Étienne Méhul szerezte, szövegét pedig Marie-Joseph Chénier írta. 
A köztársaság katonái "a Marseillaise testvéreként" is  emlegették, Napóleon kezdettől jobban kedvelte annál, majd ez lett az Első Francia Császárság hivatalos himnusza. Magyar nyelven Várnai Zseni fordításában A köztársaság dala címen ismert, a második világháború utáni években és a Rákosi-rendszer idején volt gyakran hallható.
Először 1794. július 14-én, a Bastille ostromának ötödik évfordulója alkalmából adták elő. A kottát azonnal kinyomtatták 18 ezer példányban, és eljuttatták a hadsereghez. Eredeti címe "Himnusz a szabadsághoz" volt, amit Robespierre változtatott a ma is ismertre.
A dal zenei tabló, melynek mind a hét versszakát más-más személy vagy csoport énekli:
- Az első versszak egy parlamenti képviselő lelkesítő beszéde a Köztársaságért harcba induló katonákhoz.
- A második versszak egy édesanya dala, aki fiának életét a szülőföldnek ajánlja.
- A harmadik versszak két öreg áldása a harcba indulókra.
- A negyedik versszak egy gyermek dala (bár általában kisebb kórus adja elő), mely az életét a hazáért feláldozó 12, illetve 13 éves Joseph Barrát és Joseph Agricol Vialát magasztalja. (Barrát azért végezték ki, mert az ellenforradalmárok kezére jutva nem volt hajlandó XVII. Lajos királyt éltetni, ehelyett így kiáltott: „Éljen a Köztársaság!”. Vialát egy ellenséges ponton megrongálása közben ölték meg, utolsó szavai ezek voltak: "Meghalok bár, de a Szabadságért.")
- Az ötödik és hatodik versszak a férjét, illetve a fivérét harcba küldő feleség és nővér dala.
- Végül a hetedik versszak három katona válasza és esküje a hozzájuk szólókhoz.

A dal még ma is szerepel a francia hadsereg zenei repertoárjában. Énekelték az első világháború idején is. Valéry Giscard d'Estaing az 1974-es elnökválasztás során kampánya indulójaként használta, elnöksége alatt pedig gyakran játszották a Marseillaise-zel együtt.

## Fordítás
Ez a cikk az angol Chant du Départ részbeni fordítása.

## Forrás
- https://www.napoleon.org/magazine/plaisirs-napoleoniens/le-chant-du-depart/